# Il diluvio universale (Falvetti)
Il Diluvio Universale (nel titolo originale, Il Dilluvio Universale) è un oratorio di Michelangelo Falvetti.

## Storia
Il Diluvio Universale, composto da Michelangelo Falvetti su libretto di Vincenzo Giattini, venne eseguito per la prima volta a Messina nel 1682, anno in cui Falvetti ricevette la nomina a maestro di cappella di quella città. Si tratta dell'unica composizione seicentesca messinese di grandi dimensioni giunta integralmente fino al XXI secolo. L'unico manoscritto esistente, catalogato come "m.s. F.V. 233", è conservato presso la Biblioteca Regionale Universitaria di Messina.
È possibile che ne esistesse una seconda copia, appartenuta al principe Calogero Ruffo della Floresta, andata distrutta durante il terremoto del 1908. Per quanto riguarda la scelta del tema, incentrato sulla disobbedienza e sulla punizione, forse Falvetti si ispirò alla dura repressione del 1678-1679, operata dagli spagnoli contro i messinesi come vendetta per le rivolte del 1674-1678.
L'opera, dimenticata per oltre tre secoli, venne registrata per la prima volta solo nel 2010 dal gruppo Cappella Mediterranea e dal Chœur de Chambre de Namur, diretti dal maestro Leonardo García Alarcón. Venne rappresentata per la prima volta nel Regno Unito dal gruppo Musica Antica Rotherhithe nel 2020.

## Struttura
Il Diluvio Universale, basato sull'omonimo racconto biblico (Gen, 6-9), è un oratorio suddiviso in quattro grandi sezioni, chiamate In Cielo, In Terra, Il Diluvio e In l'arca di Noè. Secondo il musicologo Fabrizio Longo la composizione fa parte delle tipiche opere della controriforma e riunisce «le tendenze di maggior spicco della civiltà del Seicento, ovvero il teatro e la propaganda cattolica».
Il frontespizio del manoscritto, nel quale il titolo completo è racchiuso all'interno di uno scudo ed è contorniato da elementi floreali, farfalle e colombe, non reca alcuna data. È però possibile collocare cronologicamente l'opera grazie al testo del libretto, intitolato e datato Il Diluvio. Dialogo a cinque voci, e cinque stromenti, del signor Don Vincenzo Giattini. Posto in musica dal sig. D. Michel'Angelo Falvetti, Maestro di Cappella del Duomo di Messina, In Trapani, per Barbera 1682. Stampat. dell'Illustrissimo Senato. Con licenza de' Superiori.
La partitura, tuttavia, presenta alcune differenze rispetto al libretto: Falvetti, ad esempio, inserì l'aria di Dio Stempratevi o cieli, assente nel testo di Giattini, e rimosse l'aria di Noè Se a le mie suppliche. Inoltre, benché il frontespizio del libretto informi che l'oratorio è a cinque voci e cinque strumenti, in realtà la composizione di Falvetti richiede sette voci solistiche accompagnate da cinque voci di coro e da almeno sei strumentisti. La partitura non distingue i diversi personaggi che compaiono nella narrazione, i quali sono però indicati chiaramente nel libretto:
- La Giustizia Divina (in chiave di contralto).
- Rad, moglie di Noè (in chiave di soprano).
- Noè (in chiave di tenore).
- Dio (in chiave di basso).
- La Morte (in chiave di contralto).
- La Natura Humana (in chiave di contralto).
- L'Acqua (in chiave di soprano).

Il coro, invece, rappresenta i quattro elementi ed è suddiviso in:
- L'Acqua (in chiave di soprano).
- L'Aria (in chiave di soprano).
- Il Foco (in chiave di tenore).
- La Terra (in chiave di basso).

I quattro elementi, insieme con un'altra voce in chiave di contralto, in alcuni punti dell'oratorio prendono il nome di Coro à cinque e impersonano anche gli esseri umani. Falvetti assegnò una funzione essenziale al coro, specialmente nella terza parte dell'opera, utilizzandolo per rappresentare i passaggi più drammatici e concitati della narrazione. La partitura, che per l'orchestra presenta sei pentagrammi (due in chiave di violino, uno in chiave di viola, uno in chiave di tenore e due in chiave di basso), non riporta alcuna indicazione relativa alla strumentazione.
Basandosi su partiture simili di altri compositori del periodo, nelle quali gli strumenti sono esplicitamente indicati, ai sei pentagrammi vengono assegnati violino I e II, viola, viola tenore o viola da gamba e basso continuo. Un censimento degli strumentisti del duomo di Messina, stilato nel 1680, elencava quattro violinisti, quattro violisti, un suonatore di arciliuto, uno di trombone e quattro organisti, ossia una formazione assolutamente compatibile con queste assegnazioni. L'opera, che si colloca saldamente nel solco delle teorizzazioni seicentesche sugli affetti, è caratterizzata da largo uso di tecniche imitative, evidente teatralità, drammaticità e profondo valore espressivo.
A causa di una serie di fattori (ignoranza teologica di librettisti e compositori, margini troppo angusti dentro ai quali muoversi senza sconfinare nell'eresia, necessità di realizzare opere che non risultassero noiose per il pubblico, ma appassionanti e coinvolgenti), il musicologo Fabrizio Longo sostiene che spesso capitava che la narrazione di oratori, drammi liturgici e sacre rappresentazioni non seguisse in maniera troppo fedele l'ortodossia cattolica.
Nel caso de Il Diluvio Universale di Falvetti, ad esempio, ai fini della rappresentazione si assiste a un moltiplicarsi degli stessi personaggi (Dio e la giustizia divina sono presentate come due figure diverse e distinte), a incongruenze (nel duetto Dolce sposo Noè il testo lascia intendere che la morte non sia una conseguenza del diluvio, ma, come i quattro elementi, sia una servitrice della giustizia divina) e a passaggi oscuri (il coro per tenore e due soprani Grazie a la man tonante, nonostante non specifichi esplicitamente i personaggi, viene assegnato a Noè e a sua moglie Rad, ma non è chiaro chi debba essere il secondo soprano).

## Analisi
In Cielo

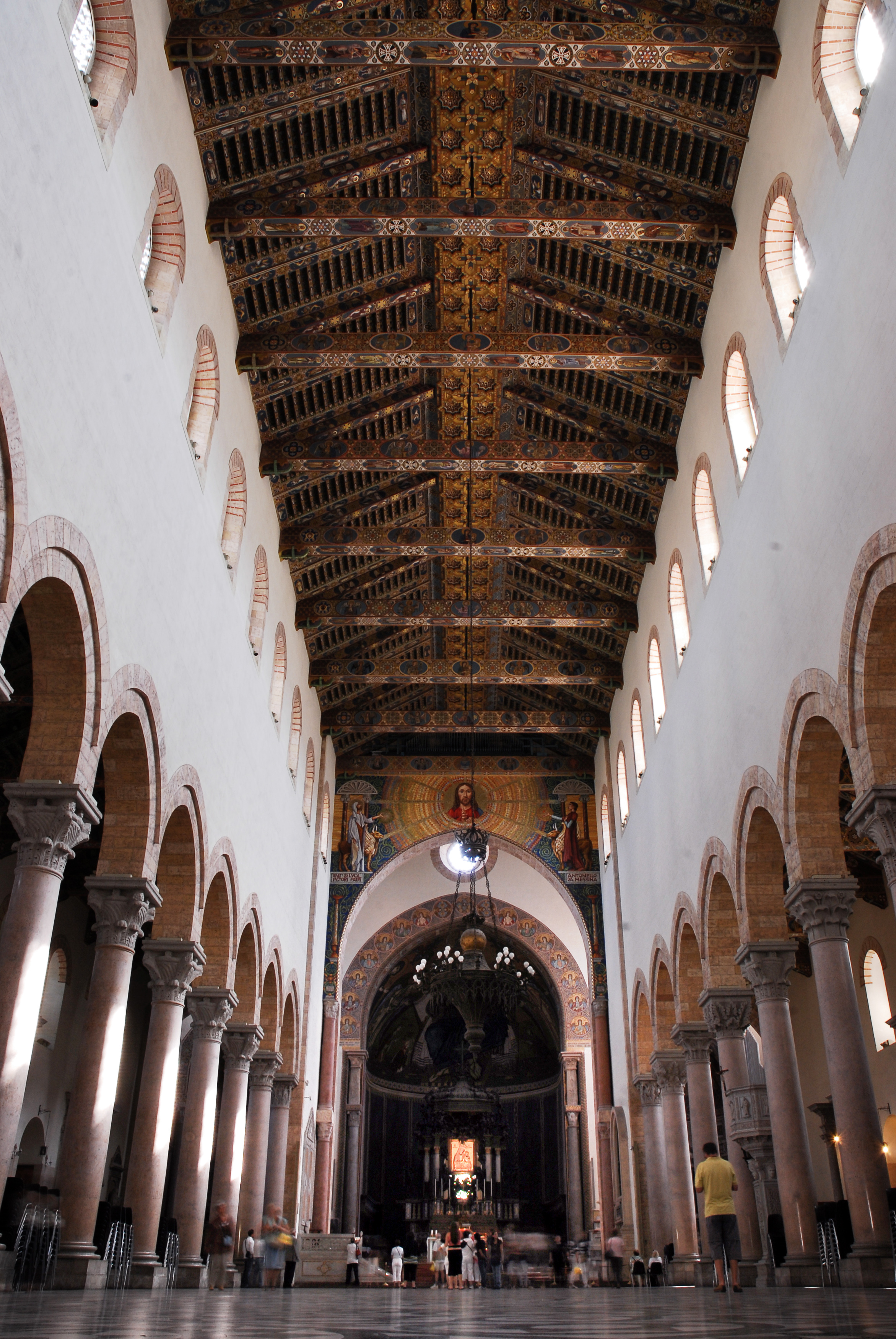
L'interno del duomo di Messina, dove si tenne la prima esecuzione dell'oratorio.

Durante la prima sezione, intitolata In Cielo, la giustizia divina chiede ai quattro elementi (acqua, aria, terra e fuoco) che l'umanità venga punita per la sua empietà. Gli elementi rispondono al suo appello e si dichiarano pronti a obbedire.
- Sinfonia e prologo Cedi pietà, non mi resister più (la giustizia divina).
- Recitativo Troppo, ah troppo soffersi (la giustizia divina).
- Aria L'universo è mia palestra (la giustizia divina).
- Recitativo A' miei cenni obbedienti (la giustizia divina).
- Aria a quattro O Giustizia Divina (i quattro elementi).
- Aria Seguaci del mio volere (la giustizia divina e i quattro elementi).
- Aria Scoppijn gravidi i miei sdegni (la giustizia divina).
- Recitativo Gli protervi nel mar punir si denno (la giustizia divina).
- Recitativo Del tuo divino impero (l'acqua).
- Coro a cinque Le nubi funeste intimin la guerra.

In Terra
Nella parte chiamata In Terra, Noè e sua moglie Rad discutono dell'imminente cataclisma. Noè, benché sia pronto a ricevere la punizione divina, chiede a Dio di essere clemente e di «addolcir l'alta sentenza», ma Dio non sembra intenzionato ad ascoltare la sua supplica e ordina che si abbatta il diluvio.
- Duetto Dolce sposo Noè (Rad e Noè).
- Duetto Il Gran Dio di pietà (Rad e Noè).
- Recitativo Divin Monarca (Noè e Dio).
- Duetto Motor Divino (Noè e Rad).
- Aria Sì, mie potenze armatevi (Dio).
- Recitativo a due I tuoi decreti eterni (Noè e Dio).
- Aria Dal naufragio comune tu fida Sposa (Dio).
- Coro a tre Grazie a la man tonante.
- Recitativo e aria Empij mortali, al Creator ribelli (Dio).
- Aria Stempratevi o cieli, piovete e diluvij (Dio).

Il Diluvio
La terza sezione, intitolata Il Diluvio, è la più teatrale dell'intero oratorio. Falvetti, usando artifici compositivi e chiari effetti imitativi, comunica all'ascoltatore il dirompere delle acque, il grido dell'umanità che annega (nel coro E chi mi dà aita? le voci troncano le parole «Consegno la Vi..» e «Ingoio la Mor..» per simboleggiare l'acqua che entra nella gola e impedisce di parlare) e il canto di gioia della morte, che festeggia l'avvenuto disastro. Quest'ultimo pezzo, intitolato Ho pur vinto d'un Mondo intiero, evidenzia l'influsso della musica popolare dell'Italia del sud all'interno dell'opera, in quanto il brano è costituito da una tarantella.
- Sinfonia di tempeste e coro A fuggire, a morire.
- Aria Da le caverne oscure (la morte).
- Coro a tre E chi mi dà aita?
- Recitativo La morte ingoio (la natura umana).
- Aria Sorde stelle, Cieli irati (la natura umana).
- Duetto Son pur'io, nol vedete (la natura umana e la morte).
- Aria Apritemi il varco a la morte (la natura umana).
- Coro a cinque Ahi che nel fin di così ria tragedia.
- Tarantella Ho pur vinto d'un Mondo intiero (la morte).

In l'arca di Noè
Nella quarta parte, chiamata In l'arca di Noè, Noè e sua moglie Rad chiedono a Dio di placare la sua ira. Il clima si avvia verso la distensione e i personaggi si allietano per la comparsa dell'arcobaleno (l'iride paciera), a suggello della nuova amicizia fra Dio e gli uomini. Il finale è costituito da un coro di giubilo per celebrare la fine del diluvio.
- Duetto Placati Dio di bontà (Noè e Rad).
- Coro a cinque Mio core festeggia.
- Recitativo Cangia dolce mio Dio (Noè).
- Duetto Ecco l'iride paciera (Rad e la natura umana).
- Coro a cinque Or se tra sacre olive.